# Ingeborg de Dinamarca, Duquesa de Mecklemburgo
Ingeborg de Dinamarca (en danés: Ingeborg Valdemarsdatter; Castillo de Sønderborg, 4 de enero de 1347 - Mecklemburgo, 16 de junio de 1370) fue la tercera hija del rey Valdemar IV de Dinamarca y de su esposa, Hedwige de Schleswig. Fue duquesa de Mecklemburgo por matrimonio, aunque falleció antes de que su marido sucediera a su padre como duque. Fue la potencial heredera al trono danés, y también la hermana mayor de la reina Margarita I de Dinamarca.

## Vida
Ingeborg fue comprometida con Enrique de Mecklemburgo después de la muerte la hermana mayor de ésta, Margarita, en 1350, que estaba comprometida con el duque. Ella tenía dos hermanas que se llamaban Margarita. El contrato matrimonial entre Enrique e Ingeborg fue firmado en Dornburg el 23 de octubre de 1350. Se casaron en 1362 y tuvieron cuatro hijos:
- Eufemia (murió en 1400): desposó a Juan V, príncipe de Mecklemburgo-Werle.
- Alberto IV de Mecklemburgo (1362-1388): duque de Mecklemburgo-Schwerin, desposó a Isabel de Holstein.
- María de Mecklemburgo (1363-1403): desposó a Ladislao VII de Pomerania. Fue la madre de Erico de Pomerania.
- Ingeborg (1368-1408): monja en Ribnitz, y abadesa desde 1395 hasta su muerte.

Ingeborg fue la heredera potencial al trono danés en 1363 tras la muerte de su único hermano, Cristóbal, duque de Lolland. Sin embargo, Dinamarca era una monarquía electiva, e Ingeborg también falleció antes que su padre, Valdemar IV, el 16 de junio de 1370, a los 23 años. Su padre murió en 1375 sin nombrar a un heredero y la sucesión al trono danés fue disputada. Los nobles se reunieron en Odense para escoger al próximo rey. Estaban divididos entre Alberto IV, hijo de Ingeborg, cuyo reclamo fue presentado por su abuelo, Alberto II de Mecklemburgo; Olaf, hijo de Margarita y heredero al trono noruego; o escoger a una dinastía nueva. Los nobles fueron finalmente persuadidos por el encanto y la popularidad de Margarita. Como la única hija con vida del rey difunto, y junto con la esperanza de una unión con Noruega y opiniones antialemanas, Olaf II fue elegido rey de Dinamarca en 1376 con Margarita como su regente.  Con Alberto III de Mecklemburgo, cuñado de Ingeborg, en el trono sueco, los daneses no querían a otro gobernante de Mecklemburgo en Escandinavia.
El nieto de Ingeborg, Erico de Pomerania, heredó los derechos de su abuela y se convirtió en rey de Dinamarca en 1396, con Margarita como su regente. Fue el primer monarca de la Unión de Kalmar (Dinamarca, Noruega, y Suecia). Su último descendiente fue Cristóbal de Baviera, quien sucedió a Erico como gobernante de la Unión de Kalmar.